# Argentinská ragbyová reprezentace

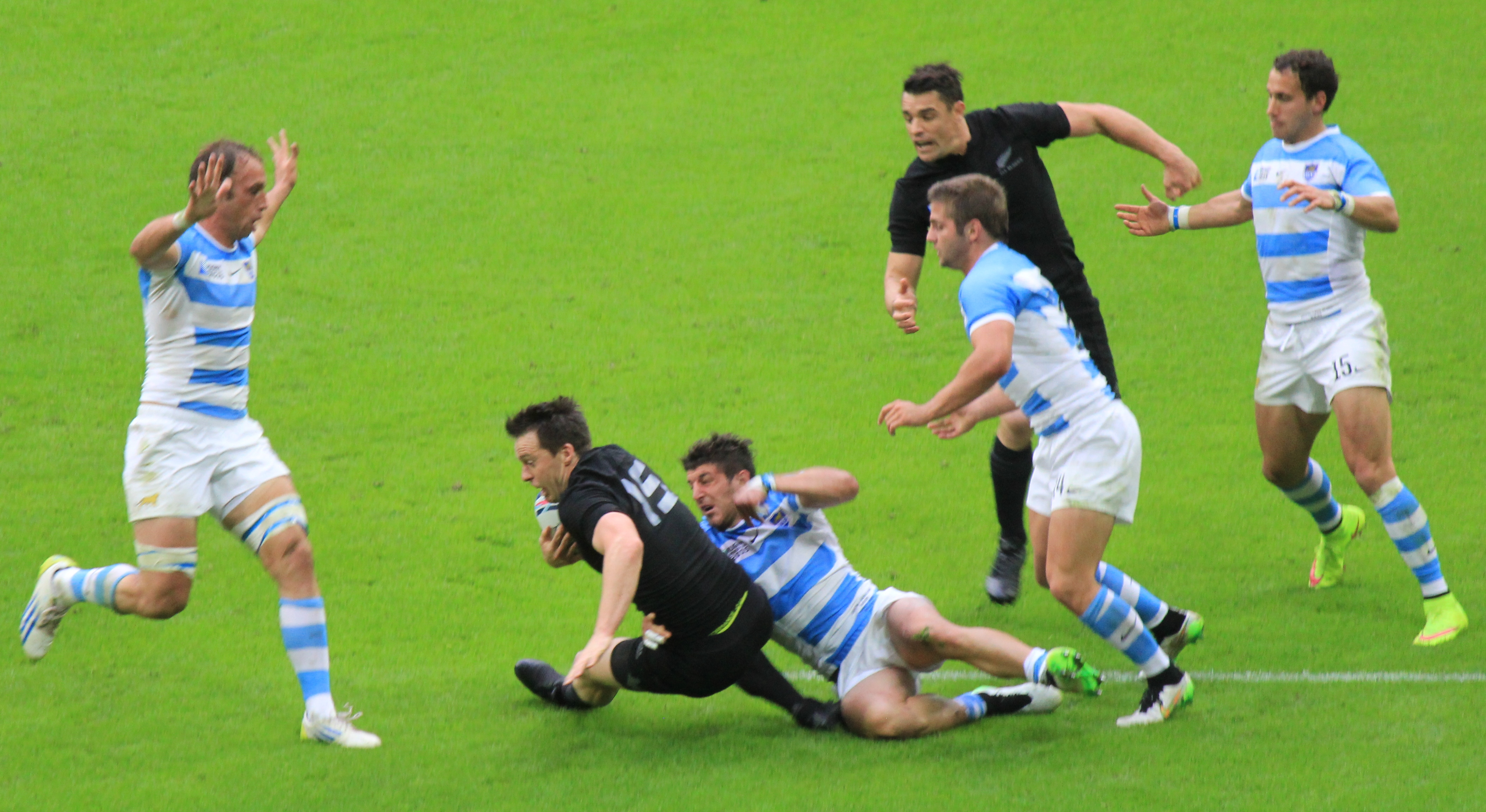
Argentinská reprezentace (v modro-bílém) v zápase proti Novému Zélandu na MS 2015

Argentinská ragbyová reprezentace (přezdívaná Los Pumas, česky Pumy) reprezentuje Argentinu na turnajích v rugby union. Zatím se zúčastnili všech MS v ragby. Nejlepší výsledek si připsali na MS 2007, kde v boji o 3.místo 34:10 porazili Francii. 

## Historie
První zápas hrála Argentina v roce 1910 proti týmu British Isles, který byl v Jižní Americe na sportovním turné. Argentinský tým prohrál 3:28.

## Mistrovství světa
| Rok  | Dějiště finálového zápasu | Umístění                              |
| ---- | ------------------------- | ------------------------------------- |
| 1987 | Nový Zéland               | základní skupina                      |
| 1991 | Anglie                    | základní skupina                      |
| 1995 | Jižní Afrika              | základní skupina                      |
| 1999 | Wales                     | čtvrtfinále (prohra s Francii)        |
| 2003 | Austrálie                 | základní skupina                      |
| 2007 | Francie                   | Bronzová medaile                      |
| 2011 | Nový Zéland               | čtvrtfinále (prohra s Novým Zélandem) |
| 2015 | Anglie                    | 4. místo                              |
| 2019 | Japonsko                  | základní skupina                      |
| 2023 | Francie                   | 4. místo                              |